# Барнет, Нахум
Нахум Барнет (Nahum Barnet) (16 августа 1855, Мельбурн, Австралия — 1 сентября 1931, Мельбурн). Плодотворный австралийский архитектор викторианской и эдвардианской эпох.

## Биография
Нахум Барнет родился в еврейской семье ростовщика, ювелира и табачника. Он был очень плодовитым архитектором. Долгое время считалось, что в Мельбурне нет ни одной улицы, где бы не нашлось его постройки.

## Избранные проекты и постройки
- Королевский театр (Her Majesty’s Theatre), Мельбурн, Австралия (Melbourne, Australia),1886
- Южное здание[англ.] (Austral Building), Мельбурн, Австралия, 1891
- Перестройка Синагоги Кильды (Kilda Synagogue re-development), Мельбурн, Австралия, 1903-04
- Бывшее Имперское здание (the former Empire Building), Мельбурн, Австралия, 1905
- Бывший Аудиториум (the former Auditorium), Мельбурн, Австралия, 1912
- Универсальный магазин Джорджа (Georges Department Store), Мельбурн, Австралия, 1913
- Фабрика роялей Вертайм (the Wertheim Piano Factory), Мельбурн, Австралия, во внутреннем пригороде Ричмонд (inner suburban Richmond)
- Мельбурнская синагога (Melbourne Synagogue), Мельбурн, Австралия, в Южной Ярре[англ.] (South Yarra), 1929

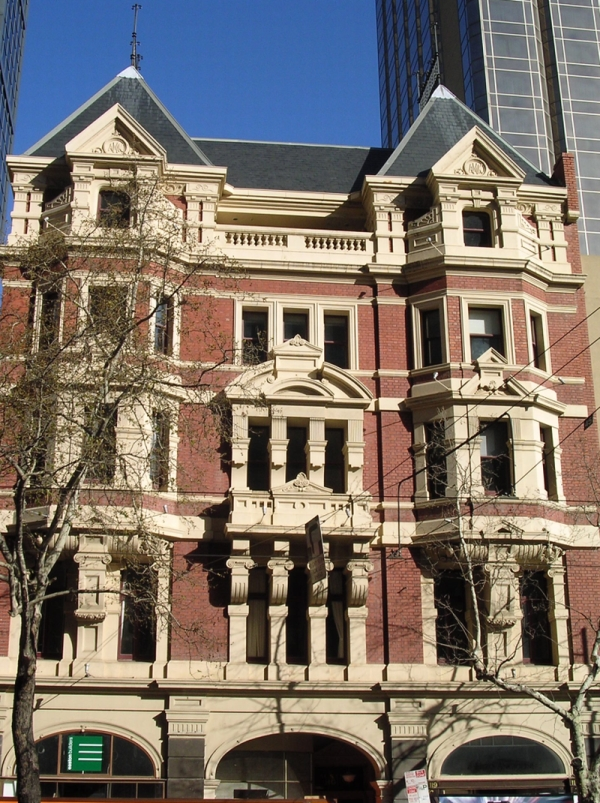
Austral Building